# リッチバラ
リッチバラ (Litchborough) は、イングランドのノーサンプトンシャー州南部（サウス・ノーサンプトンシャー）の村、行政パリッシュ。
2001年イギリス国勢調査の時点では、人口300人であった。2011年イギリス国勢調査の時点では、人口321人に増加した。
この村は、トースターの北西4マイル (6.4 km)に位置している。
イングランド国教会の教区教会は、聖マーティン (St Martin) に献じられている。
村にはオールド・レッド・ライオン (The Old Red Lion) というパブがある。